# Henri Bentégeat

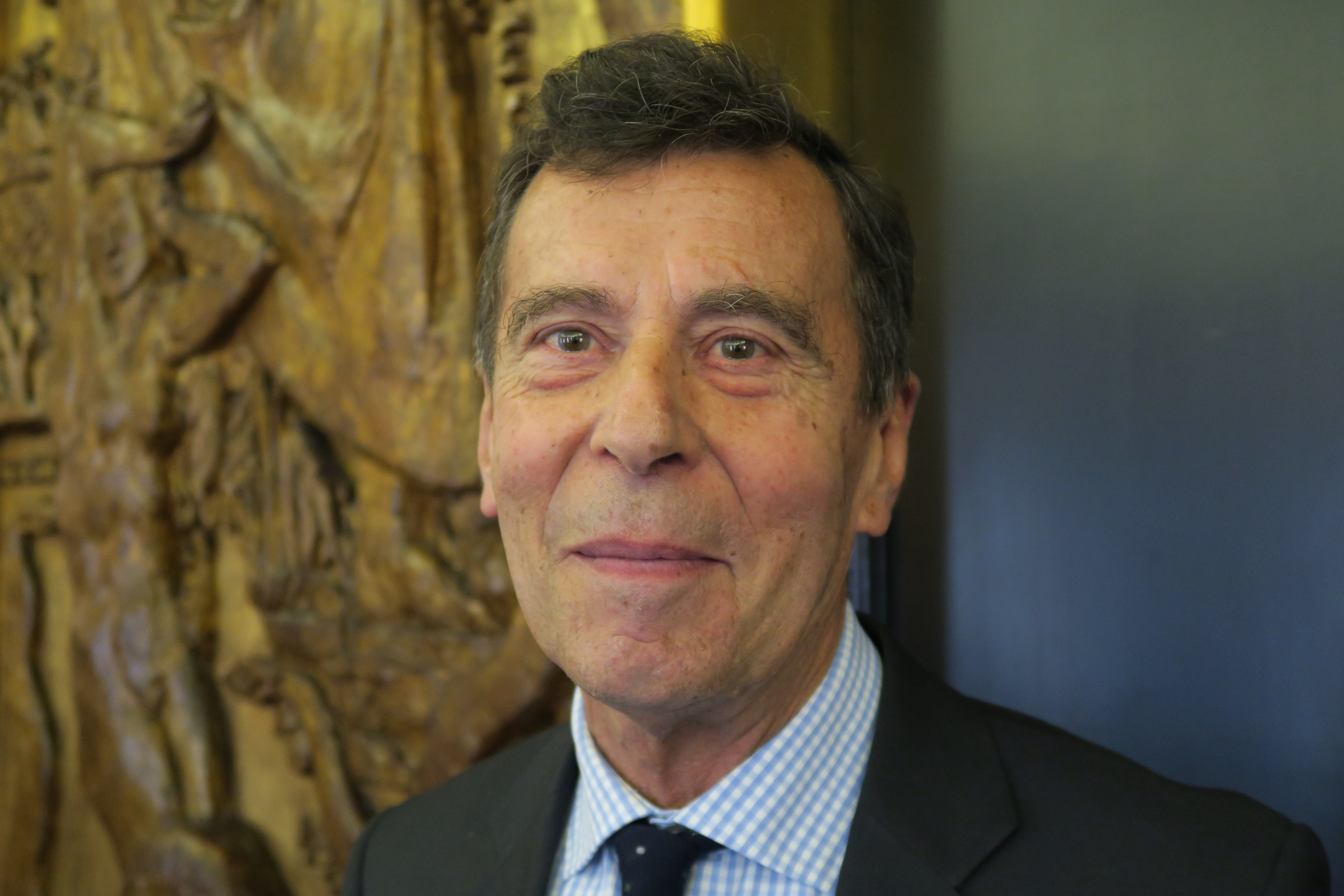
Henri Bentégeat (2016)

Henri Bentégeat född 27 maj 1946 i Talence, Frankrike är en pensionerad general i franska armén som från 2002 till 2006 var Frankrikes försvarschef och som från 2006 till 2009 var ordförande för Europeiska unionens militärkommitté (EUMC).

## Biografi
Bentégeat genomgick officersutbildning vid École spéciale militaire de Saint-Cyr från 1965 till 1967. Han tjänstgjorde vid Troupes de marine inom armén. 
Han blev chef för den franske presidentens militärstab i april 1999, befordrades till generallöjtnant 1 september 1999, till general 4 januari 2001. I oktober 2002 blev han försvarschef, den högsta yrkesmilitära befattningen i Frankrikes försvarsmakt.

6 november 2006 tillträdde Bentégeat som ordförande i EUMC, på en trerig förordnandeperiod. Den svenske generalen Håkan Syrén efterträdde honom 6 november 2009.

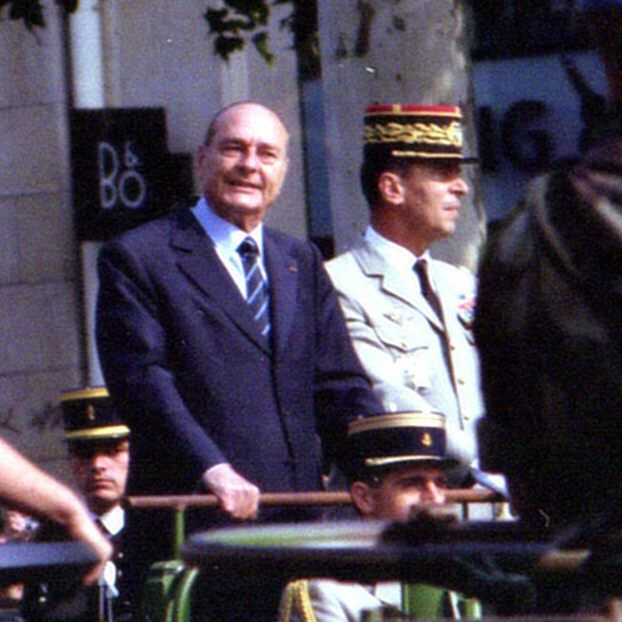
Henri Bentégeat till höger om Jacques Chirac